# Literatura del neorrealismo

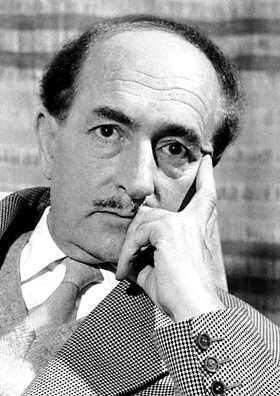
El poeta Salvatore Quasimodo, premio Nobel de Literatura, destacado autor neorrealista.

La literatura del neorrealismo busca presentar la experiencia cotidiana, tendiendo a analizar en profundidad los hechos, presentando muchas veces una crítica a la crueldad o un desdén hacia la autoridad. El neorrealismo posee sus raíces muy entrelazadas con el existencialismo, ambos movimientos intentaban dar una respuesta a la razón de la  existencia del ser humano, sin adentrarse en el mundo de los sentimientos. El movimiento neorrealista se desenvuelve en los años posteriores a la Segunda Guerra Mundial, y por lo tanto refleja la situación política y social de una  época difícil de privaciones y sacrificios del hombre del común y del trabajador.
El neorrealismo movimiento tiene sus orígenes en la década de 1920 en Italia, y estuvo durante mucho tiempo limitado por acción del fascismo, pero cobra un gran ímpetu en Italia al finalizar la Segunda Guerra Mundial y caer el régimen fascista. El resurgir del neorrealismo fue provocado por los intensos sentimientos y experiencias que la represión fascista y la resistencia habían inculcado en muchos escritores talentosos. A ello se suma el fermento producto de la traducción durante las décadas de 1930 y 1940 de numerosas obras de escritores norteamericanos e ingleses con un gran interés por las problemáticas sociales.
El movimiento expresa un compromiso social por parte de los escritores, que se inspira en el llamado a la acción de Antonio Gramsci de "ir a la gente". Se observa el desarrollo de una "literatura nacional popular", en parte plasmada por intelectuales de la clase trabajadora. Algunos escritores tienen por objetivo el promover una revolución cultural y económica marxista que mejore las condiciones de las clases más bajas, otros escritores propugnan una visión cristiana.
La literatura neorrealista representa un héroe idealizado de la clase trabajadora. Los escritos muchas veces representan la vida difícil y dramática de la clase baja, y utilizan un lenguaje humilde entendido por la clase baja en forma de dialectos regionales y jerga.

## Escritores
Entre los escritores neorrealistas se destacan el poeta Salvatore Quasimodo y los novelistas Alberto Moravia, Ignazio Silone, Carlo Levi, Vasco Pratolini, Carlo Bernari, Cesare Pavese, Elio Vittorini, Carlo Cassola, Italo Calvino, Curzio Malaparte, Carlo Emilio Gadda y Carlos Luis Fallas .